# Blomberg (Lippe járás)
Blomberg település Németországban, azon belül Észak-Rajna-Vesztfália tartományban. Lakosainak száma 15 417 fő (2023. december 31.). Blomberg Schieder-Schwalenberg, Lügde, Detmold, Horn-Bad Meinberg, Barntrup, Dörentrup és Lemgo községekkel határos.

## Népesség
A település népességének változása:
| Lakosok száma | 14 502 | 15 509 | 15 181 | 15 154 | 15 095 | 15 407 | 15 417 |
|               | 1975   | 2014   | 2017   | 2019   | 2021   | 2022   | 2023   |